# Ahmed Mohamed El-Sayed El-Madboh
Ahmed Mohamed El-Sayed El-Madboh (arab. أحمد محمد السيد المدبوح ;ur. 30 lipca 2000) – egipski zapaśnik walczący w stylu wolnym. Srebrny medalista mistrzostw Afryki w 2020 i mistrzostw Afryki juniorów w 2020 roku.